# Marcin Adam Ciechanowiecki
Marcin (Marcjan) Adam Ciechanowiecki herbu Dąbrowa (ur. ok. 1704 roku – zm. w 1762 roku) – wojski mścisławski w latach 1750-1762, starosta miksztyński.
Żonaty z Ewą Suchodolską.
Poseł na sejm 1748 roku z województwa mścisławskiego. Poseł na sejm nadzwyczajny  1761 roku z województwa mścisławskiego. 29 kwietnia 1761 roku zerwał sejm nadzwyczajny.